# جوش بول
جوش بول (بالإنجليزية: Josh Bull)‏ هو سياسي أسترالي، ولد في 4 أبريل 1985 في أستراليا. حزبياً، نشط في حزب العمل الأسترالي (فرع فكتوريا) ‏. وقد انتخب عضو الجمعية التشريعية فيكتوريا عن دائرة Electoral district of Sunbury ‏ (29 نوفمبر 2014 – ).